# América do Norte Britânica
```
   |-
       |
Erro:
:  
valor não especificado para "
nome_comum
"
```

A América do Norte Britânica (em inglês:  British North America) era uma colónia constituída por províncias e territórios do Império Britânico na América do Norte continental após o fim da Guerra Revolucionária Americana e o reconhecimento da independência dos Estados Unidos (1783).

## Visão geral
No começo da Guerra Revolucionária em 1775 o Império Britânico incluiu 20 colônias ao norte do México. A Flórida Oriental e a Flórida Ocidental foram cedidas ao Império Espanhol pelo Tratado de Paris (1783), o qual acabou com a Guerra Revolucionária Americana, e então cedidas pela Espanha aos Estados Unidos em 1819. Todas exceto uma das colônias restantes da América do Norte Britânica se uniram de 1867 a 1873 formando o Domínio do Canadá. A Terra Nova se uniu ao Canadá em 1949.
O termo América do Norte Britânica foi primeiramente utilizado informalmente em 1783, mas era incomum antes do Report on the Affairs of British North America (1839), conhecido como Durham Report. Formalmente, as colônias britânicas na América do Norte eram conhecidas como "América Britânica" e "Índias Ocidentais Britânicas" até  1783, e após isso, "América do Norte Britânica" e "Índias Ocidentais Britânicas".

## América do Norte Britânica em 1763
As treze colónias que formaram originalmente os Estados Unidos:
- Colónia da Baía de Massachusetts
- Província de New Hampshire
- Colônia de Rhode Island e Plantações de Providence
- Colônia de Connecticut
- Província de Nova Iorque
- Província de Nova Jérsei
- Província da Pensilvânia
- Colônia de Delaware
- Província de Maryland
- Colónia da Virgínia
- Província da Carolina do Norte
- Província da Carolina do Sul
- Província da Geórgia

Outras colónias:
- Nova Escócia
- Terra Nova
- Província do Quebec
- Ilha do Príncipe Eduardo
- Terra de Rupert
- Flórida Oriental
- Flórida Ocidental

## América do Norte Britânica pós Revolução Americana
- Terra de Rupert (1670 a 1870)
- Nova Escócia (1713 a 1867)
- Nova Brunswick (1784 a 1867)
- Ilha do Cabo Breton (1784 a 1821)
- Ilha do Príncipe Eduardo (1769 a 1873)
- Província do Quebec (1763-1791)
- Terra Nova (1583 a 1907)
- Alto Canadá (1791 a 1840)
- Baixo Canadá (1791 a 1840)
- Província do Canadá (1840 a 1867)
- Ilha de Vancouver (1849 a 1866)
- Colúmbia Britânica (1858 a 1871)
- Território do Noroeste (1859 a 1870)
- Território Stikine (1862 a 1863)